# F集团军群
F集團軍（德語：Heeresgruppe F），是第二次世界大戰中，納粹德國德國國防軍下的一個集團軍。F集團軍的指揮官同時也是東南總司令。
F集團軍於1943年8月12日在第13軍區（所辖地區：北巴伐利亞、西波希米亞；總部：紐倫堡）的拜律特組建，主要駐紮在巴爾幹半島。從1943年8月開始，指揮官便由馬克西米利安·馮·魏克斯擔任（他於1943年2月1日晉升為元帥，8月25日起兼任東南總司令），並由赫爾曼·福爾奇中將擔任參謀長。集團軍的主要任務為在被視為德國「軟肋」的該區防禦可能的盟軍入侵，並打擊當地力量逐漸增強的游擊隊。1944年尾聲，在布達佩斯攻勢開始後，集團軍負責管理德軍從希臘和南斯拉夫大部分地區進行的撤退。
戰爭中大部分期間，該集團軍下轄駐紮在南斯拉夫和阿爾巴尼亞的第2裝甲軍團，以及駐紮在希臘的E集團軍。

## 指揮官
| 任次 | 肖像                   | 指揮官                                    | 就职          | 离职          | 任职时间 |
| ---- | ---------------------- | ----------------------------------------- | ------------- | ------------- | -------- |
| 1    | 馬克西米利安·馮·魏克斯 | 元帥 馬克西米利安·馮·魏克斯 （1881–1954） | 1943年8月26日 | 1945年3月25日 | 1年6个月 |

## 作戰序列

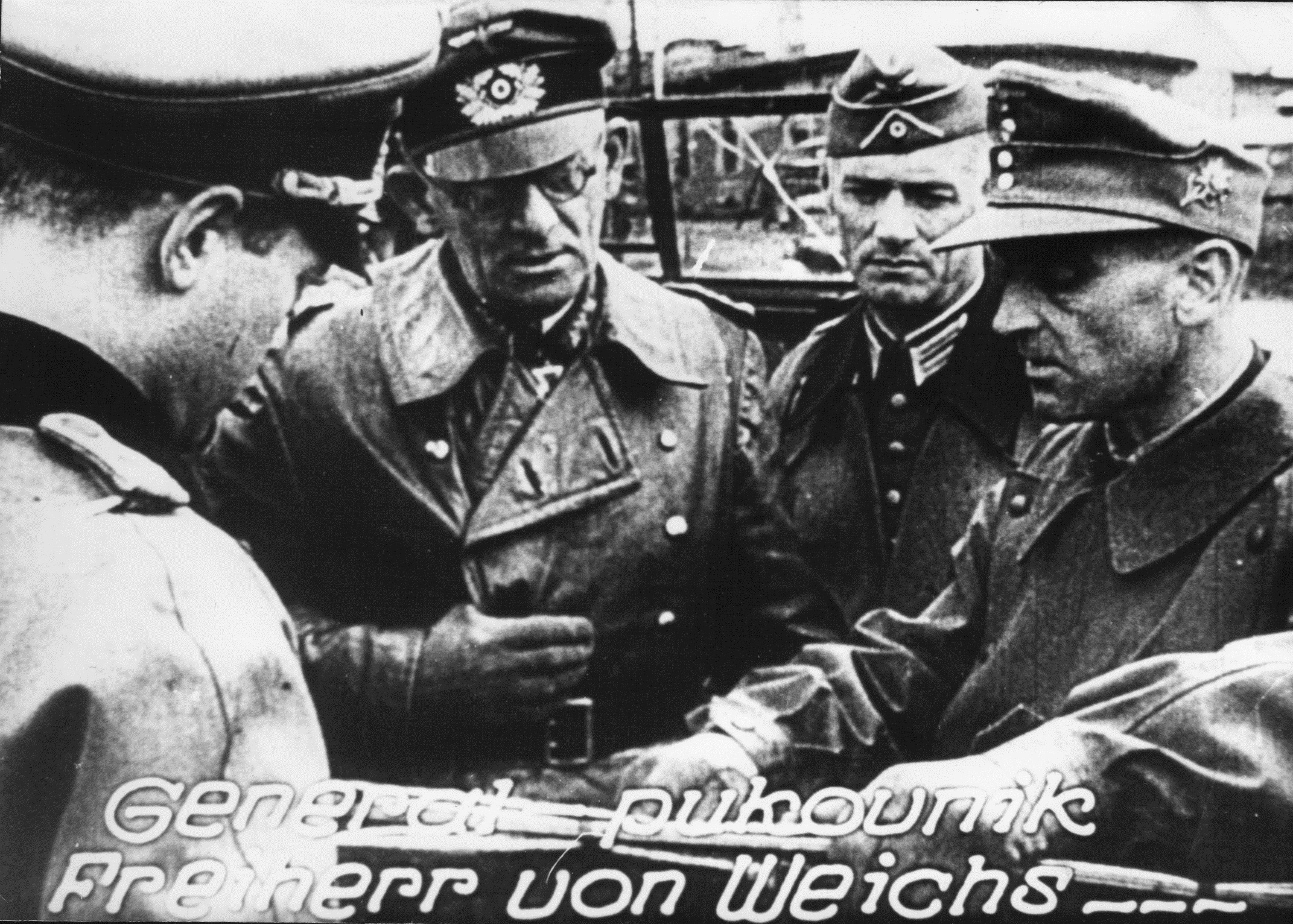
馬克西米利安·馮·魏克斯元帅在斯洛文尼亚马里博尔

### 1943年11月
- 第2裝甲軍團
  - 親衛隊第3裝甲軍——親衛隊上級集團領袖 菲利克斯·史坦納
  - 第15山地軍（英语：XV Mountain Corps (Wehrmacht)）——步兵上將 歐內斯特·馮·萊瑟（英语：Ernst von Leyser）
  - 第21山地軍（英语：XXI Mountain Corps (Wehrmacht)）——裝甲兵上將 古斯塔夫·费恩
  - 第69軍（英语：LXIX Army Corps (Wehrmacht)）——步兵上將 黑爾格·奧勒布（英语：Helge Auleb）
  - 親衛隊第五山地軍——中將 亞瑟·菲爾普斯（英语：Artur Phleps）
- E集團軍
  - 第22山地軍（英语：XXII Mountain Corps (Wehrmacht)）——山地兵上將（英语：General der Gebirgstruppe） 休伯特·蘭茲（英语：Hubert Lanz）
  - 第68軍（英语：LXVIII Army Corps (Wehrmacht)）——航空兵上將（英语：General der Flieger） 赫爾穆斯·費爾米（英语：Hellmuth Felmy）
  - 克里特島要塞（英语：Fortress Crete）
  - 保加利亞第二（愛琴海）軍
- 東南軍事指揮官（英语：Territory of the Military Commander in Serbia）（Militärbefehlshaber Südost）所轄部隊——步兵上將 漢斯·費爾瑟（英语：Hans Felber）

### 1944年7月

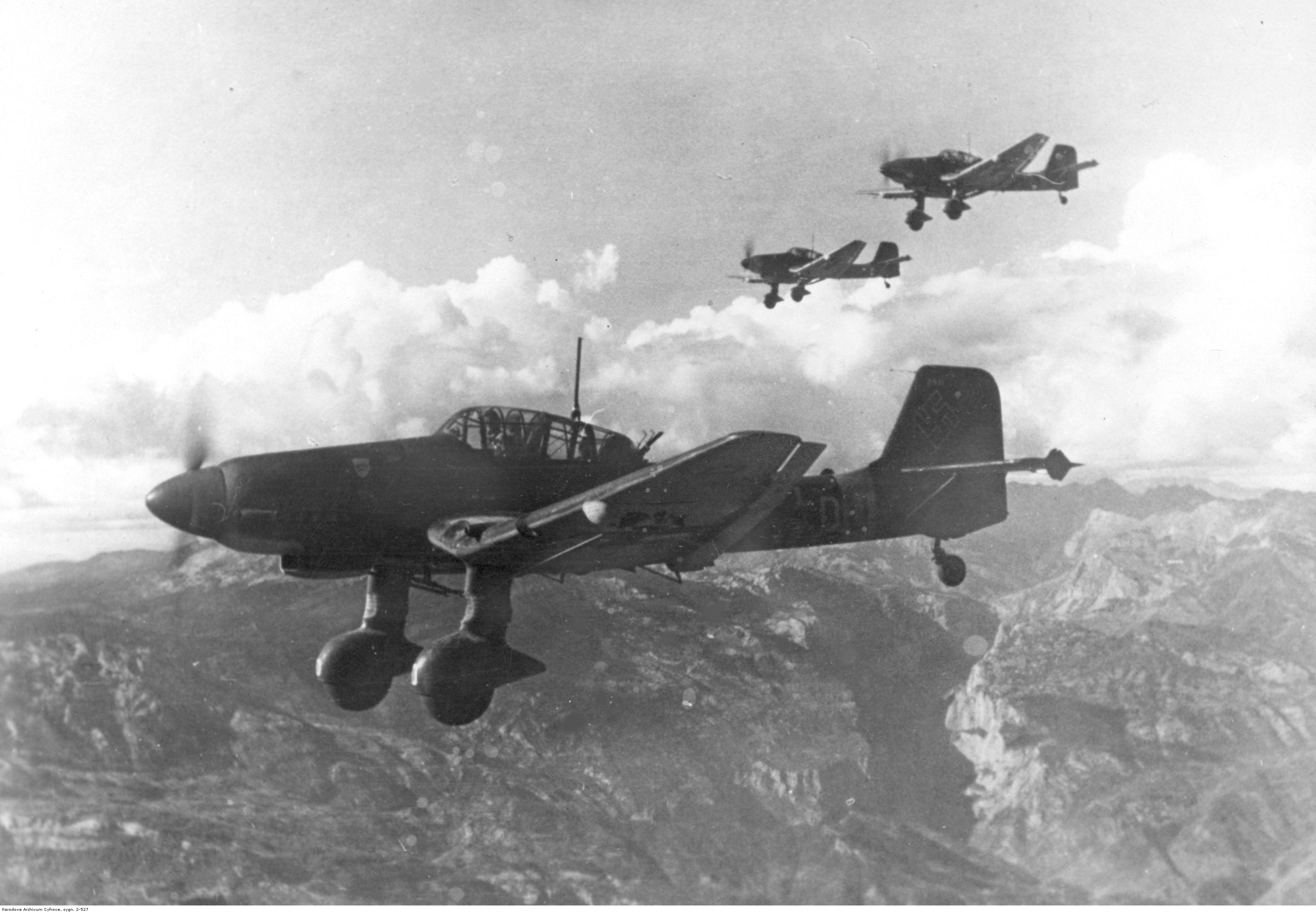
1943年底，德军的斯图卡轰炸机轰炸黑山的游击队

集團軍的轄下部隊主要是缺乏戰力的「要塞」及後備師，或是外國的志願部隊如哥薩克人及第392步兵師。
- 第二裝甲軍團
  - 第15山地軍——步兵上將 歐內斯特·馮·萊瑟
  - 第21山地軍——裝甲兵上將 古斯塔夫·費恩
  - 第69軍——步兵上將 黑爾格·奧勒布
  - 親衛隊第五山地軍——中將 亞瑟·菲爾普斯
- E集團軍
  - 第22山地軍——山地兵上將 休伯特·蘭茲
  - 第68軍——航空兵上將 赫爾穆斯·費爾米
  - 克里特島要塞
  - 保加利亞第二（愛琴海）軍
- 東南軍事指揮官所轄部隊——步兵上將 漢斯·費爾瑟

為巩固在塞爾維亞的战线，F集團軍指揮官於1944年9月26日組建塞爾維亞特遣軍團（德語：Armeeabteilung Serbien），並由漢斯·費爾瑟步兵上將所指揮，該特遣軍團於1944年10月27日解散。
F集團軍於1945年3月25日解散。

## 來源
- Hogg, Ian V., German Order of Battle 1944: The regiments, formations and units of the German ground forces, Arms and Armour Press, London, 1975
- Thomas, Nigel, (Author), Andrew, Stephen, (Illustrator), The German Army 1939-45 (4): Eastern Front 1943-45 (Men-at-Arms 330), Osprey Publishing, 1998 ISBN 978-1-85532-796-2
- Mitcham, Samuel W., Jr., German Defeat in the East, 1944-45 (Stackpole Military History), 2007 ISBN 978-0-8117-3371-7
- Tessin, Georg.  [Ground forces: Named units and formations / Air forces (Flying units and formations) / Anti–aircraft service in the Reich 1943–1945]. Verbände und Truppen der deutschen Wehrmacht und Waffen–SS im Zweiten Weltkrieg 1939–1945 14 (Osnabrück: Biblio). 1980. ISBN 3-7648-1111-0 （德语）.
- Heeresgruppe F （页面存档备份，存于） - Lexikon des Wehrmacht （德語）
- National archive Washington （页面存档备份，存于） documents:
  - T311, Roll 187 -  Heeresgruppe F 1943/1944.
  - T311, Roll 188 -  Heeresgruppe F 1944.
  - T311, Roll 189 -  Heeresgruppe F 1944/1945.
  - T311, Roll 190 -  Heeresgruppe F 1944/1945.
  - T311, Roll 194 -  Heeresgruppe F 1944. （页面存档备份，存于）
  - T311, Roll 195 -  Heeresgruppe F 1944. （页面存档备份，存于）
  - T311, Roll 196 -  Heeresgruppe F 1944/1945.
  - T311, Roll 285 -  Heeresgruppe F 1943/1944.
  - T311, Roll 286 -  Heeresgruppe F 1944.